# 紀元前554年
紀元前554年（きげんぜん554ねん）は、西暦（ローマ暦）による年。紀元前1世紀の共和政ローマ末期以降の古代ローマにおいては、ローマ建国紀元200年として知られていた。紀年法として西暦（キリスト紀元）がヨーロッパで広く普及した中世時代初期以降、この年は紀元前554年と表記されるのが一般的となった。

## 他の紀年法
- 干支 : 丁未
- 日本
  - 皇紀107年
  - 綏靖天皇28年
- 中国
  - 周 - 霊王18年
  - 魯 - 襄公19年
  - 斉 - 霊公28年
  - 晋 - 平公4年
  - 秦 - 景公23年
  - 楚 - 康王6年
  - 宋 - 平公22年
  - 衛 - 殤公5年
  - 陳 - 哀公15年
  - 蔡 - 景侯38年
  - 曹 - 武公元年
  - 鄭 - 簡公12年
  - 燕 - 文公元年
  - 呉 - 諸樊7年
- 朝鮮
  - 檀紀1780年
- ユダヤ暦 : 3207年 - 3208年

## できごと

### 中国
- 晋を中心とする諸侯が祝柯で盟を結んだ。
- 晋が邾の悼公を捕らえた。
- 邾の漷水以西の土地が魯のものとされた。
- 魯の季孫宿が晋に赴いた。
- 衛の孫林父が軍を率いて斉を攻撃した。
- 晋の士匄が軍を率いて斉に侵攻した。穀に達して、斉の霊公が死去したことを知ると、撤退した。
- 斉の崔杼が高厚を灑藍で殺害した。
- 鄭の公子嘉（子孔）がその専横を憎まれ、西宮事件と純門の敗戦の責任を問われた。公子嘉は自家の甲士と子革氏・子良氏の甲士を率いて立て籠もったが、子展（公孫舎之）と子西（公孫夏）が国人を率いてこれを攻撃して、公子嘉を殺害した。
- 斉の慶封が高唐を包囲したが落とせなかった。荘公が高唐を包囲すると、殖綽と工僂が斉軍を引き入れて陥落した。
- 斉が晋と講和し、大隧で盟を結んだ。

## 死去
- 霊公 - 斉の君主
- 子蟜（公孫蠆） - 鄭の重臣
- 仲孫蔑 - 魯の重臣、孟献子